# Avenue J
Avenue J – stacja metra nowojorskiego, na linii B i Q. Znajduje się w dzielnicy Brooklyn, w Nowym Jorku i zlokalizowana jest pomiędzy stacjami Avenue H i Avenue M. Została otwarta w 1919.